# Apalachicola
Apalachicola.- Pleme Američkih Indijanaca jezičnog roda Muskhogean, nastanjeno do tridesetih godina 19. stoljeća u području rijeke Apalachicole u Georgiji ali i u susjednim krajevima Alabame i Floride. Jezično su oni srodni plemenima Hitchiti, Okmulgee, Oconee, Sawokli, Mikasuki Tamathli i Chiaha.

## Ime
Apalachicola. od Hitchiti "Apalachicoli" ili Muskogee "Apalachicolo" označava "People of the other side" koje se vjerojatno odnosi na Apalachicola River ili neki susjedni vodeni tok.  Također su nazivani i Tålwa låko (ili) Itålwa låko, "big town" ime dano od Muskogee Indijanaca. Naziv Palachicola ili Parachukla, skraćeno je od Apalachicola.

## Kultura i povijest
Prema Lamhatty, informantu iz plemena Tawasa, koji je (1722.) izvijestio Robertu Beverleyu, Apalachicole su imali tri ili četiri naselja, viz.: Aulédley, Ephíppick, Sonepáh, i možda Socsoóky ( Socsósky). Godine 1832. spominju se njihove dvije grupe pod sinonimima Apalachicola i Tålwa låko. Godine 1836. ostaci Apalachicola odlaze u Oklahomu gdje su apsorbirani od Creek Indijanaca. Prema kalkulacijama i NAHDB-a godine 1700. Apalachicole su imali tek 500 duša, broj im nikada nije bio viši. Španjolci su ih 1738. popisali tek 315 a 1832. njih 250.
Apalachicole kulturno pripadaju jugoistočnim ratarskim plemenima. Bili su saveznici Španjolaca i Muskogeeja, te neprijatelji Britanaca i drugih plemena. 

## Apalachicola danas
Na području današnje države Florida živi danas tek jedna banda ovih Indijanaca poznatih pod službenim nazivom Apalachicola Band of Creek Indians. 

## Vanjske poveznice
- Native Village: Apalachicola Leader Dr.  Mary Sixwomen Blount  Arhivirana inačica izvorne stranice od 27. rujna 2007. (Wayback Machine)